# Skidbrooke
Skidbrooke – wieś w Anglii, w Lincolnshire. Leży 51.5 km od Lincoln i 211.2 km od Londynu. W latach 1870–1872 osada liczyła 361 mieszkańców.
Skidbrooke jest wspomniana w Domesday Book (1086) jako Sc(h)itebroc.